# Anarthropora voigti
Anarthropora voigti is een mosdiertjessoort uit de familie van de Exechonellidae. De wetenschappelijke naam van de soort is voor het eerst geldig gepubliceerd in 1958 door Brown.